# سوزان أرميتاغ
سوزان أرميتاغ (بالإنجليزية: Susan Armitage)‏ هي مؤرخة ومُدرسة أمريكية، ولدت في 1937 في الولايات المتحدة.